# ولتر (فیلم)
ولتر (انگلیسی: Voltaire) فیلمی در ژانر زندگینامه‌ای و درام به کارگردانی جان جی. آدولفی است که در سال ۱۹۳۳ منتشر شد. از بازیگران آن می‌توان به جرج آرلیس، دوریس کنیون، مارگارت لیندزی و رجینالد اوئن اشاره کرد.